# Arseniusz (Kardamakis)
Arseniusz, nazwisko świeckie Arsienios Kardamakis (ur. 31 października 1973 w Heraklionie) – grecki biskup prawosławny.

## Życiorys
Absolwent studiów teologicznych na uniwersytecie w Atenach i Salonikach, jak również uniwersytetu katolickiego w Strasburgu. W 1998 został wyświęcony na hierodiakona, zaś w 2002 – na hieromnicha. Od 2004 do 2011 pełnił funkcję protosynkellosa Greckiej Metropolii Francji. 30 listopada 2011 przyjął chirotonię biskupią i 4 grudnia 2011 został intronizowany jako metropolita wiedeński oraz egzarcha Węgier w jurysdykcji Patriarchatu Konstantynopolitańskiego.
Oprócz ojczystego języka greckiego włada angielskim, niemieckim i francuskim.